# Cimolesta
Cimolesta  é uma ordem extinta de  mamíferos euterianos,  não placentários, carnívoros e muito primitivos.
Sua classificação ainda é muito nebulosa, mas geralmente esses mamíferos são classificados em, pelo menos, duas subordens: Palaeoryctida e Didelphodonta.